# Ichneumon confusor

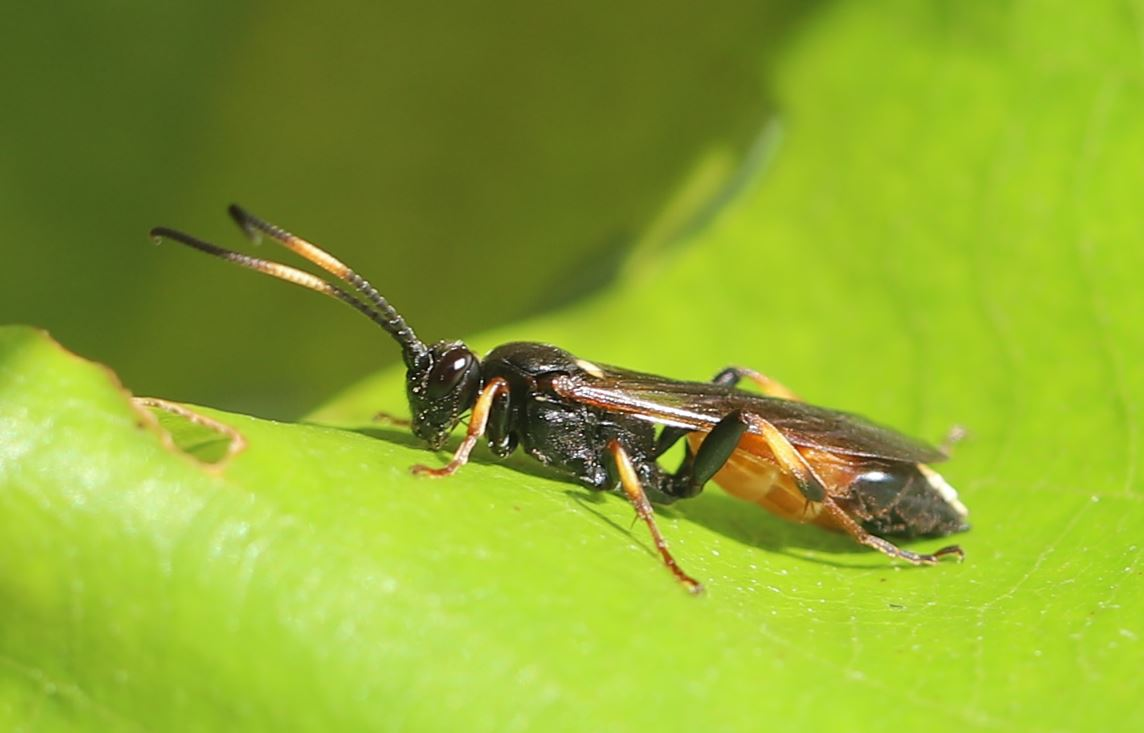
Weibchen, Seitenansicht

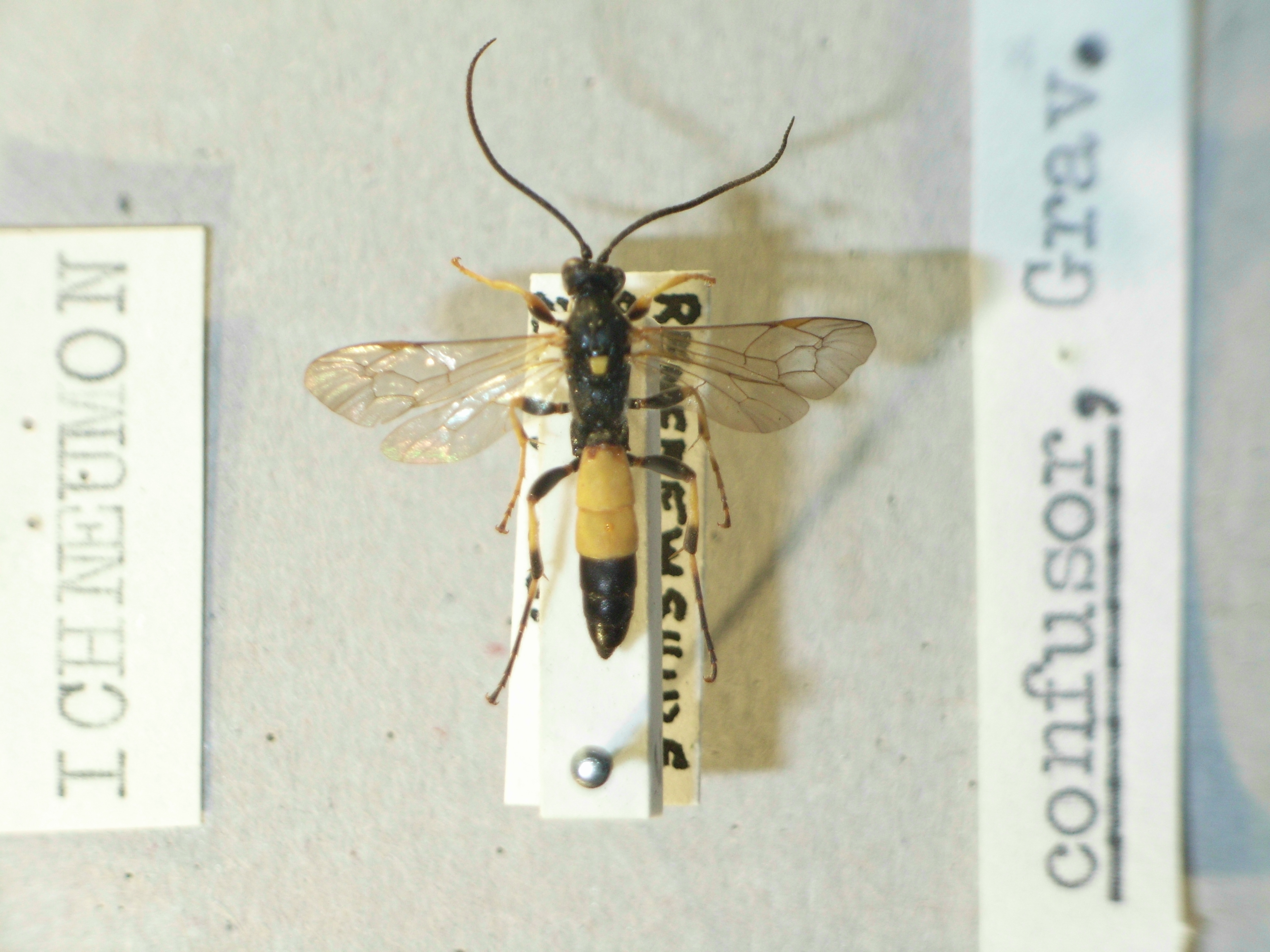
Präparat, Männchen

Ichneumon confusor ist eine Schlupfwespe aus der Unterfamilie der Ichneumoninae. Die Art wurde von dem deutschen Entomologen Carl Gravenhorst im Jahr 1820 erstbeschrieben.

## Merkmale
Die relativ großen schwarz-rot bzw. schwarz-gelb gemusterten Schlupfwespen sind 8–15 mm lang. Kopf und Mesonotum sind überwiegend schwarz gefärbt. Die Art weist einen ausgeprägten Geschlechtsdimorphismus auf. Das Schildchen (Scutellum) weist bei den Weibchen einen weißlich-gelben, bei den Männchen einen gelben Fleck auf. Das zweite und dritte Tergit der Weibchen sind rot gefärbt, die der Männchen gelb. Die hinteren Abdominalsegmente der Weibchen besitzen auf der Oberseite einen weißlich-gelben Fleck. Der kurze Ovipositor der Weibchen ist gewöhnlich nicht zu erkennen. Die Fühler der Weibchen weisen auf etwa halber Länge ein weißlich-gelbes Band auf. Die Fühler der Männchen weisen nur auf der Unterseite des Scapus eine Gelbfärbung auf. Das Gesicht der Männchen ist gelb. Die Femora sind bei den Weibchen schwarz. Bei den Männchen sind die hinteren Femora vollständig schwarz, die vorderen und mittleren sind am apikalen Ende gelb. Tibien und Tarsen sind überwiegend gelb gefärbt. Die Tibien der Weibchen besitzen ein verdunkeltes apikales Ende. Bei den Männchen besitzen nur die hinteren Tibien dieses Merkmal. Das Pterostigma der Vorderflügel ist dottergelb gefärbt. Die Aderung der Vorderflügel beinhaltet ein relativ großes fünfeckiges Areolet.

## Verbreitung
Ichneumon confusor kommt in der westlichen Paläarktis vor. In Europa ist die Art weit verbreitet. Auf den Britischen Inseln ist sie ebenfalls vertreten. Im Süden reicht das Vorkommen bis in den Mittelmeerraum.

## Lebensweise
Die Schlupfwespen beobachtet man von Mai bis Oktober. Ichneumon confusor parasitiert die Puppen verschiedener Schmetterlinge, hauptsächlich aus der Familie der Eulenfalter (Noctuidae). Zu den bekannten Wirtsarten innerhalb der Noctuidae gehören:
- Weißdorneule (Allophyes oxyacanthae)
- Grüne Heidelbeereule (Anaplectoides prasina)
- Große Veränderliche Grasbüscheleule (Apamea crenata)
- Erbseneule (Ceramica pisi)
- Braune Erdeule (Diarsia brunnea)
- Rötliche Erdeule (Diarsia rubi)
- Kletteneule (Gortyna flavago)
- Hausmutter (Noctua pronuba)
- Rundflügel-Kätzcheneule (Orthosia cerasi)
- Kleine Kätzcheneule (Orthosia cruda)
- Schwarzes C (Xestia c-nigrum)

In der Familie der Zahnspinner gibt es noch den Birken-Gabelschwanz (Furcula bicuspis) als Wirtsart.